# Пра-Бонрепо
Пра-Бонрепо́ (фр. Prat-Bonrepaux, окс. Prat e Bonrepaus) — коммуна во Франции, находится в регионе Юг — Пиренеи. Департамент коммуны — Арьеж. Входит в состав кантона Сен-Лизье. Округ коммуны — Сен-Жирон.
Код INSEE коммуны — 09235.

## Население
Население коммуны на 2008 год составляло 851 человек.
| 1962 | 1968 | 1975 | 1982 | 1990 | 1999 | 2008 |
| ---- | ---- | ---- | ---- | ---- | ---- | ---- |
| 855  | 861  | 842  | 778  | 801  | 809  | 851  |

## Экономика
В 2007 году среди 476 человек в трудоспособном возрасте (15—64 лет) 341 были экономически активными, 135 — неактивными (показатель активности — 71,6 %, в 1999 году было 66,3 %). Из 341 активных работали 292 человека (155 мужчин и 137 женщин), безработных было 49 (19 мужчин и 30 женщин). Среди 135 неактивных 34 человека были учениками или студентами, 54 — пенсионерами, 47 были неактивными по другим причинам.

## Фотогалерея

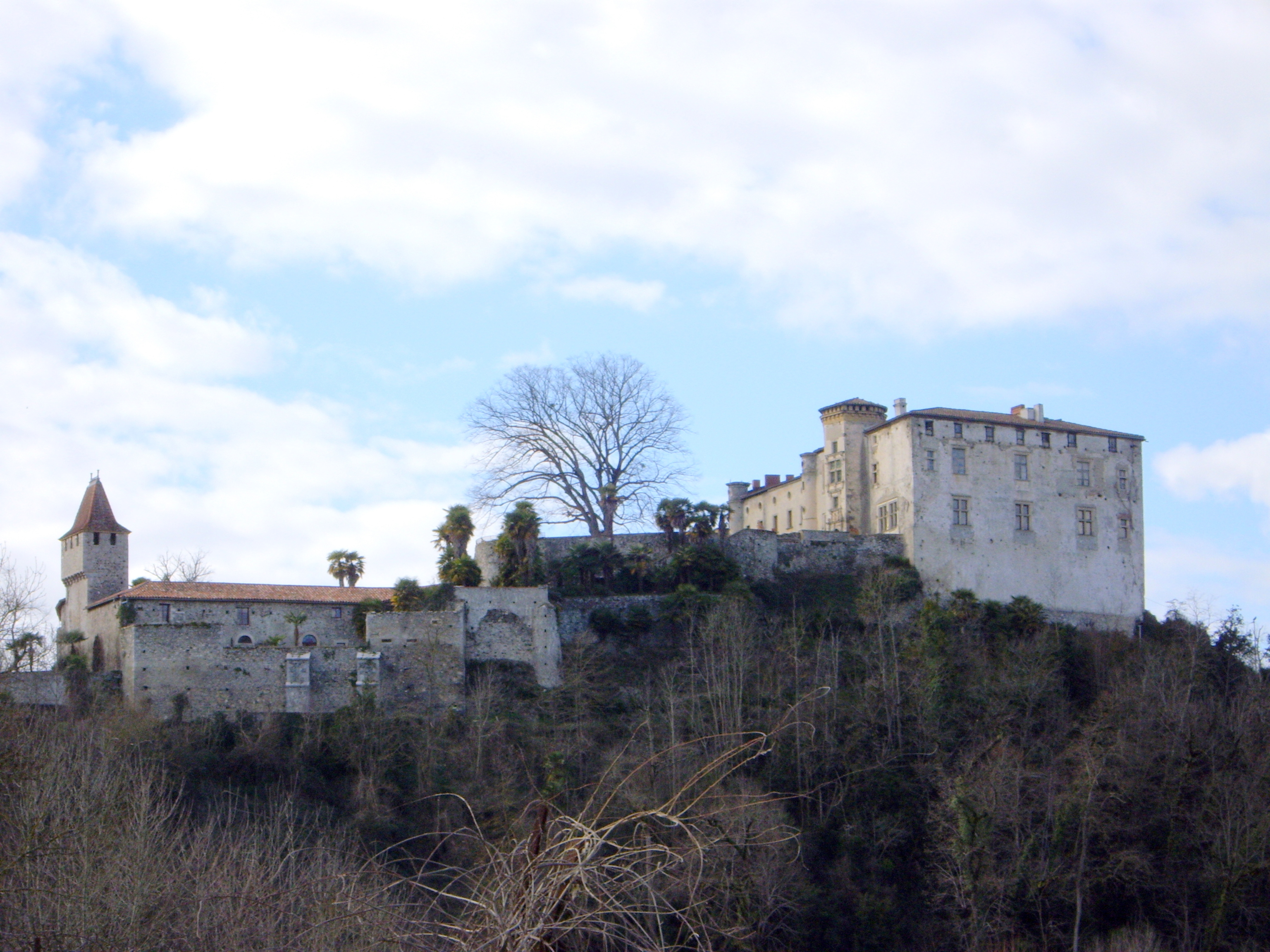
Замок Пра
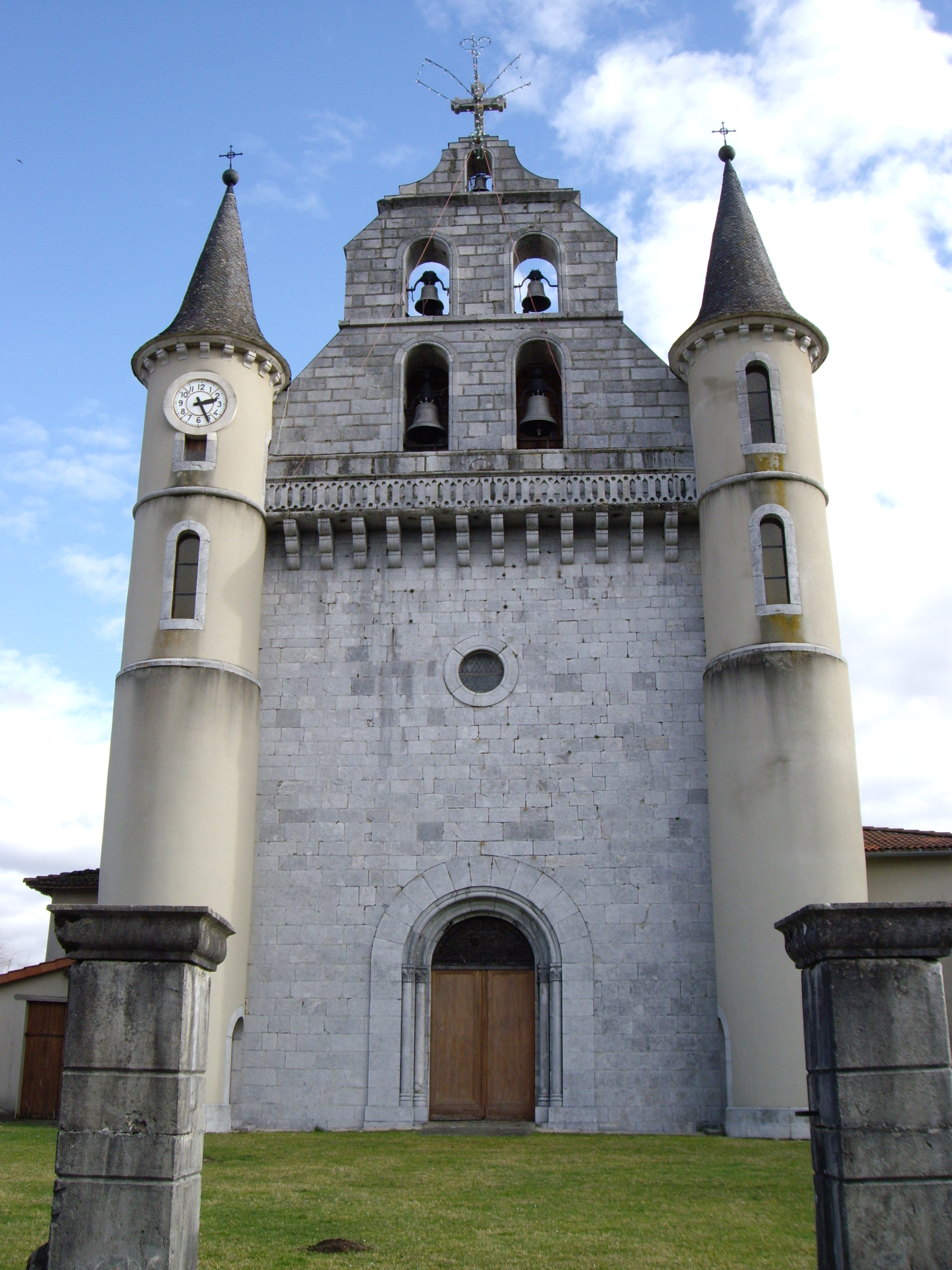
Церковь
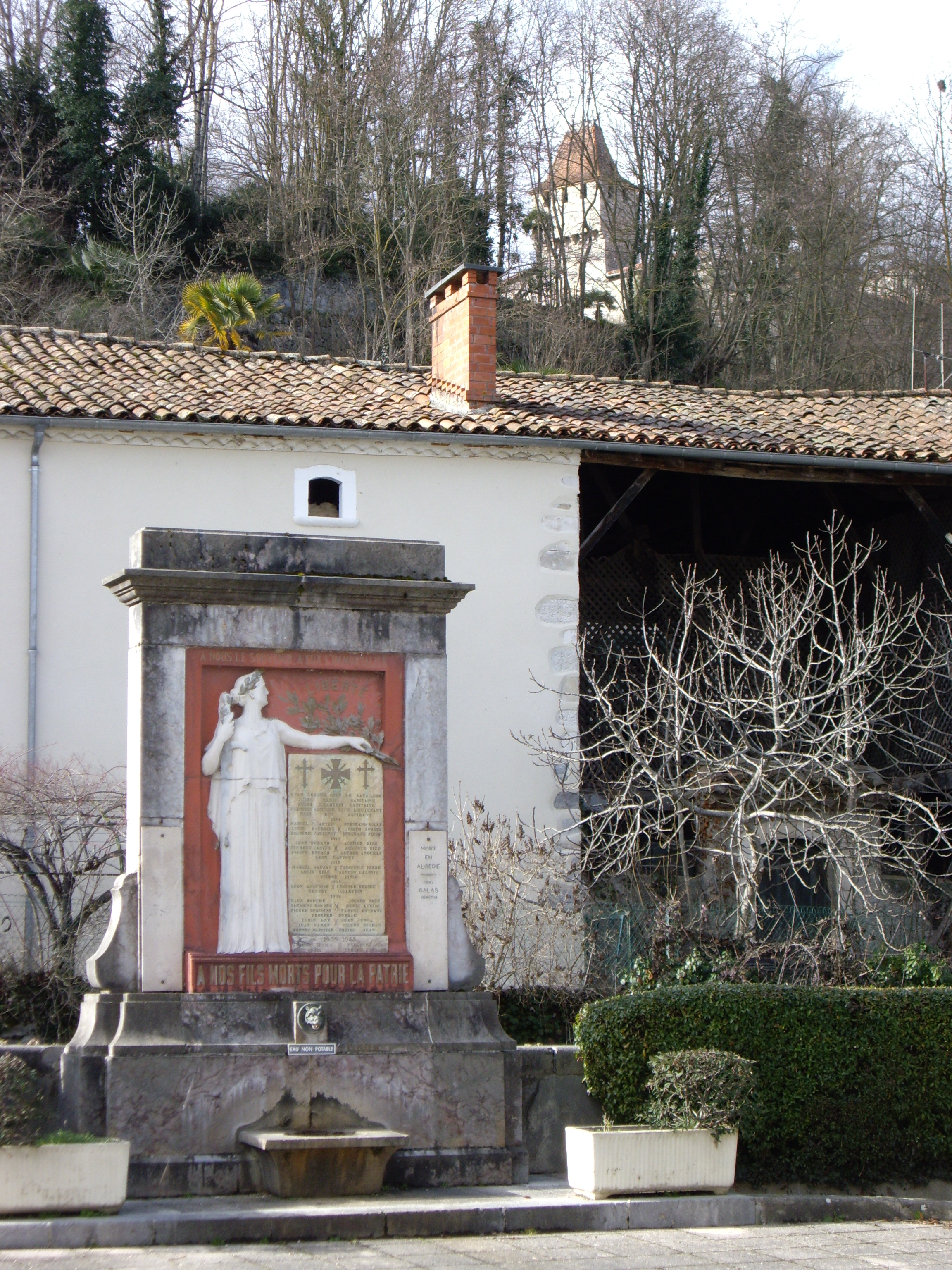
Военный монумент